# Hà Giang (thành phố)
Hà Giang trước đây là thành phố tỉnh lỵ của tỉnh Hà Giang cũ, Việt Nam. Từ 01/07/2025, thành phố chính thức kết thúc hoạt động và được tổ chức thành các phường thuộc tỉnh Tuyên Quang theo mô hình chính quyền địa phương 02 cấp mới.

## Địa lý
Thành phố Hà Giang (cũ) đã từng là trung tâm kinh tế, chính trị của tỉnh Hà Giang (cũ), nằm ở vị trí trung tâm của tỉnh, cách cửa khẩu Thanh Thủy trên biên giới Việt Nam - Trung Quốc 23 km và cách Hà Nội 318 km, có vị trí địa lý:
- Phía đông giáp huyện Bắc Mê
- Các phía còn lại giáp huyện Vị Xuyên.

### Khí hậu
| Dữ liệu khí hậu của Hà Giang                                 | Dữ liệu khí hậu của Hà Giang | Dữ liệu khí hậu của Hà Giang | Dữ liệu khí hậu của Hà Giang | Dữ liệu khí hậu của Hà Giang | Dữ liệu khí hậu của Hà Giang | Dữ liệu khí hậu của Hà Giang | Dữ liệu khí hậu của Hà Giang | Dữ liệu khí hậu của Hà Giang | Dữ liệu khí hậu của Hà Giang | Dữ liệu khí hậu của Hà Giang | Dữ liệu khí hậu của Hà Giang | Dữ liệu khí hậu của Hà Giang | Dữ liệu khí hậu của Hà Giang |
| Tháng                                                        | 1                            | 2                            | 3                            | 4                            | 5                            | 6                            | 7                            | 8                            | 9                            | 10                           | 11                           | 12                           | Năm                          |
| ------------------------------------------------------------ | ---------------------------- | ---------------------------- | ---------------------------- | ---------------------------- | ---------------------------- | ---------------------------- | ---------------------------- | ---------------------------- | ---------------------------- | ---------------------------- | ---------------------------- | ---------------------------- | ---------------------------- |
| Cao kỉ lục °C (°F)                                           | 30.0 (86.0)                  | 39.8 (103.6)                 | 35.3 (95.5)                  | 38.3 (100.9)                 | 40.1 (104.2)                 | 38.9 (102.0)                 | 40.0 (104.0)                 | 39.0 (102.2)                 | 38.4 (101.1)                 | 38.2 (100.8)                 | 33.1 (91.6)                  | 30.8 (87.4)                  | 40.1 (104.2)                 |
| Trung bình ngày tối đa °C (°F)                               | 19.5 (67.1)                  | 20.7 (69.3)                  | 24.2 (75.6)                  | 28.1 (82.6)                  | 31.3 (88.3)                  | 32.2 (90.0)                  | 32.4 (90.3)                  | 32.6 (90.7)                  | 31.7 (89.1)                  | 28.7 (83.7)                  | 25.1 (77.2)                  | 21.6 (70.9)                  | 27.3 (81.1)                  |
| Trung bình ngày °C (°F)                                      | 15.5 (59.9)                  | 16.9 (62.4)                  | 20.3 (68.5)                  | 24.0 (75.2)                  | 26.7 (80.1)                  | 27.6 (81.7)                  | 27.6 (81.7)                  | 27.4 (81.3)                  | 26.3 (79.3)                  | 23.7 (74.7)                  | 20.1 (68.2)                  | 16.7 (62.1)                  | 22.7 (72.9)                  |
| Tối thiểu trung bình ngày °C (°F)                            | 13.2 (55.8)                  | 14.6 (58.3)                  | 17.7 (63.9)                  | 21.0 (69.8)                  | 23.3 (73.9)                  | 24.4 (75.9)                  | 24.6 (76.3)                  | 24.3 (75.7)                  | 23.1 (73.6)                  | 20.7 (69.3)                  | 16.9 (62.4)                  | 13.8 (56.8)                  | 19.8 (67.6)                  |
| Thấp kỉ lục °C (°F)                                          | 1.5 (34.7)                   | 4.9 (40.8)                   | 5.4 (41.7)                   | 10.0 (50.0)                  | 15.2 (59.4)                  | 17.3 (63.1)                  | 20.1 (68.2)                  | 18.1 (64.6)                  | 14.3 (57.7)                  | 9.8 (49.6)                   | 6.5 (43.7)                   | 2.0 (35.6)                   | 1.5 (34.7)                   |
| Lượng Giáng thủy trung bình mm (inches)                      | 39 (1.5)                     | 42 (1.7)                     | 62 (2.4)                     | 110 (4.3)                    | 311 (12.2)                   | 448 (17.6)                   | 520 (20.5)                   | 409 (16.1)                   | 250 (9.8)                    | 171 (6.7)                    | 91 (3.6)                     | 41 (1.6)                     | 2.492 (98.1)                 |
| Số ngày giáng thủy trung bình                                | 12.1                         | 10.6                         | 12.3                         | 15.4                         | 18.4                         | 21.0                         | 24.2                         | 21.7                         | 15.9                         | 14.1                         | 10.0                         | 8.4                          | 184.2                        |
| Độ ẩm tương đối trung bình (%)                               | 84.9                         | 84.2                         | 82.8                         | 81.8                         | 80.9                         | 84.4                         | 86.2                         | 85.8                         | 84.1                         | 83.7                         | 83.8                         | 84.3                         | 83.9                         |
| Số giờ nắng trung bình tháng                                 | 56                           | 54                           | 70                           | 109                          | 157                          | 132                          | 157                          | 174                          | 163                          | 130                          | 109                          | 94                           | 1.406                        |
| Nguồn: Vietnam Institute for Building Science and Technology |                              |                              |                              |                              |                              |                              |                              |                              |                              |                              |                              |                              |                              |

## Hành chính
Thành phố Hà Giang (cũ) từng có 8 đơn vị hành chính cấp xã trực thuộc, bao gồm 5 phường: Minh Khai, Ngọc Hà, Nguyễn Trãi, Quang Trung, Trần Phú và 3 xã: Ngọc Đường, Phương Độ, Phương Thiện.
| \| Phường (5) \| \| \| \| \| \| Minh Khai \| 2,57 \| 12.641 \| 4.918 \| 22 TDP \| \| Ngọc Hà \| 3,69 \| 5.417 \| 1.468 \| 9 TDP \| \| Nguyễn Trãi \| 4,44 \| 11.250 \| 2.533 \| 18 TDP \| \| Quang Trung \| 5,97 \| 6.716 \| 1.124 \| 9 TDP \| \| Trần Phú \| 28,14 \| 9.137 \| 324 \| 17 TDP \| \| Xã (3) \| \| \| \| \| \| Ngọc Đường \| 32,27 \| 3.963 \| 122 \| 9 thôn \| \| Phương Độ \| 11,40 \| 4.554 \| 399 \| 1 TDP, 9 thôn \| \| Phương Thiện \| 44,98 \| 4.730 \| 105 \| 7 thôn \| \| Toàn thành phố \| 133,46 \| 58.408 \| 437 \| 101 \| |                          |                         |                    |               |
| Niên giám thống kê thành phố Hà Giang năm 2022 |                          |                         |                    |               |
| Tên | Diện tích năm 2022 (km²) | Dân số năm 2022 (người) | Mật độ (người/km²) | Hành chính    |
| Phường (5) |                          |                         |                    |               |
| Minh Khai | 2,57                     | 12.641                  | 4.918              | 22 TDP        |
| Ngọc Hà | 3,69                     | 5.417                   | 1.468              | 9 TDP         |
| Nguyễn Trãi | 4,44                     | 11.250                  | 2.533              | 18 TDP        |
| Quang Trung | 5,97                     | 6.716                   | 1.124              | 9 TDP         |
| Trần Phú | 28,14                    | 9.137                   | 324                | 17 TDP        |
| Xã (3) |                          |                         |                    |               |
| Ngọc Đường | 32,27                    | 3.963                   | 122                | 9 thôn        |
| Phương Độ | 11,40                    | 4.554                   | 399                | 1 TDP, 9 thôn |
| Phương Thiện | 44,98                    | 4.730                   | 105                | 7 thôn        |
| Toàn thành phố | 133,46                   | 58.408                  | 437                | 101           |

## Lịch sử
Năm 1904, thành lập thị xã Hà Giang.
Ngày 22 tháng 7 năm 1957, Thủ tướng Chính phủ ban hành Nghị định số 317-CP. Theo đó, giải thể xã An Cư và tái lập thị xã Hà Giang. Về mặt hành chính, thì thị xã Hà Giang được phân chia thành 4 tiểu khu: Yên Biên, Minh Khai, Đoàn Kết, Việt Trung.
Năm 1975, Hà Giang được sáp nhập với tỉnh Tuyên Quang thành tỉnh Hà Tuyên. Ban đầu, thì tỉnh lỵ của tỉnh Hà Tuyên được đặt tại thị xã Hà Giang và đến năm 1979, tỉnh lỵ được di chuyển về thị xã Tuyên Quang (nay là thành phố Tuyên Quang) .
Ngày 9 tháng 5 năm 1981, UBND tỉnh Hà Tuyên ban hành Quyết định 213/QĐ-UB về việc thành lập phường Trần Phú trên cơ sở tiểu khu Yên Biên và tiểu khu Minh Khai.
Lúc này, thị xã Hà Giang có 3 phường: Trần Phú, Đoàn Kết và Việt Trung.
Ngày 12 tháng 8 năm 1991, Quốc hội ban hành Nghị quyết về việc tái lập tỉnh Hà Giang từ tỉnh Hà Tuyên. Thị xã Hà Giang trở thành tỉnh lỵ của tỉnh Hà Giang.
Ngày 29 tháng 8 năm 1994, Chính phủ ban hành Nghị định số 112-CP. Theo đó, chia phường Trần Phú thành 2 phường: Trần Phú và Minh Khai.
Ngày 20 tháng 8 năm 1999, Chính phủ ban hành Nghị định số 74/1999/NĐ-CP về việc thành lập xã Kim Linh trên cơ sở 3.590 ha diện tích tự nhiên và 2.064 nhân khẩu của xã Kim Thạch.
Ngày 9 tháng 8 năm 2005, Chính phủ ban hành Nghị định số 104/2005/NĐ-CP về việc:
- Thành lập phường Ngọc Hà trên cơ sở 120,90 ha diện tích tự nhiên và 2.399 người của xã Ngọc Đường, 117,20 ha diện tích tự nhiên và 628 người của phường Trần Phú.
- Điều chỉnh 23 ha diện tích tự nhiên và 90 nhân khẩu của xã Ngọc Đường về phường Quang Trung quản lý.

Ngày 23 tháng 6 năm 2006, Chính phủ ban hành Nghị định số 64/2006/NĐ-CP về việc:
- Điều chỉnh toàn bộ 4.350 ha diện tích tự nhiên với 5.231 nhân khẩu của xã Phú Linh, 3.050 ha diện tích tự nhiên với 2.353 nhân khẩu của xã Kim Thạch và 3.590 ha diện tích tự nhiên với 2.529 nhân khẩu của xã Kim Linh về huyện Vị Xuyên quản lý.
- Điều chỉnh 103,4 ha diện tích tự nhiên và 77 nhân khẩu của phường Quang Trung về xã Phong Quang thuộc huyện Vị Xuyên quản lý.
- Điều chỉnh toàn bộ 4.303 ha diện tích tự nhiên với 3.515 nhân khẩu của xã Phương Độ và 3.219 ha diện tích tự nhiên với 3.227 nhân khẩu của xã Phương Thiện thuộc huyện Vị Xuyên về thị xã Hà Giang quản lý.

Ngày 26 tháng 6 năm 2009, Bộ Xây Dựng ban hành Quyết định số 699/QĐ-BXD về việc thị xã Hà Giang được Bộ Xây dựng công nhận là thị xã Hà Giang đạt tiêu chuẩn đô thị loại III trực thuộc tỉnh Hà Giang.
Ngày 27 tháng 9 năm 2010, Chính phủ ban hành Nghị quyết số 35/NQ-CP về việc thành lập thành phố Hà Giang thuộc tỉnh Hà Giang trên cơ sở toàn bộ diện tích và dân số của thị xã Hà Giang.
Thành phố Hà Giang có diện tích tự nhiên 13.531,93 ha và 71.689 nhân khẩu, gồm có 8 đơn vị hành chính cấp xã, gồm 5 phường: Trần Phú, Minh Khai, Nguyễn Trãi, Quang Trung, Ngọc Hà và 3 xã: Ngọc Đường, Phương Thiện, Phương Độ.

## Kinh tế
Khu vực dịch vụ chiếm tỷ trọng lớn (55%) trong giá trị sản lượng của thành phố Hà Giang, khu vực công nghiệp và xây dựng chiếm 20,2% (năm 2003 ). GDP đầu người là 1.400 USD.

## Dân số
Thành phố Hà Giang có 22 sắc tộc khác nhau, trong đó người Kinh chiếm 55,7% và người Tày chiếm 22%.
Thành phố có dân số năm 2013 là 52.135 người. Trong đó, dân số thành thị là 39.700 và dân số nông thôn 12.435 người.
Thành phố có dân số năm 2014 là 53.097 người. Trong đó, dân số thành thị là 40.411 và dân số nông thôn 12.686 người.
Thành phố có dân số năm 2015 là 54.240 người. Trong đó, dân số thành thị là 41.279 người và dân số nông thôn 12.961 người.
Thành phố có dân số năm 2016 là 55.360 người. Trong đó, dân số thành thị là 42.170 người và dân số nông thôn là 13.190 người.
Thành phố có diện tích 133,46 km² (13.345,90 ha), dân số năm 2017 là 56.426 người. Trong đó, dân số thành thị là 42.977 người và dân số nông thôn là 13.448 người. Mật độ dân số đạt 423 người/km².
Thành phố có diện tích 133,46 km² (13.345,90 ha), dân số năm 2018 là 56.421 người. Trong đó, dân số thành thị là 43.824 người và dân số nông thôn là 13.597 người. Mật độ dân số đạt 430 người/km².
Thành phố Hà Giang có diện tích 133,46 km², dân số ngày 1/4/2019 là 55.559 người. Trong đó, dân số thành thị là 42.962 người (77%), dân số nông thôn là 12.597 người (23%). Mật độ dân số đạt 416 người/km².
Thành phố có diện tích 133,46 km² (13.345,90 ha), dân số ngày 31/12/2019 là 55.644 người. Trong đó, dân số thành thị là 42.978 người và dân số nông thôn là 12.666 người. Mật độ dân số đạt 430 người/km².
Thành phố có diện tích 133,46 km² (13.345,86 ha), dân số năm 2020 là 56.485 người. Trong đó, dân số thành thị là 43.699 người và dân số nông thôn là 12.786 người. Mật độ dân số đạt 423 người/km².
Thành phố có diện tích 133,46 km² (13.345,86 ha), dân số năm 2021 là 57.465 người. Trong đó, dân số thành thị là 44.462 người và dân số nông thôn là 13.003 người. Mật độ dân số đạt 431 người/km².
Thành phố có diện tích 133,46 km² (13.345,86 ha), dân số năm 2022 là 58.408 người. Trong đó dân số thành thị là 45.161 người và dân số nông thôn là 13.247 người. Mật độ dân số đạt 438 người/km².

## Hình ảnh

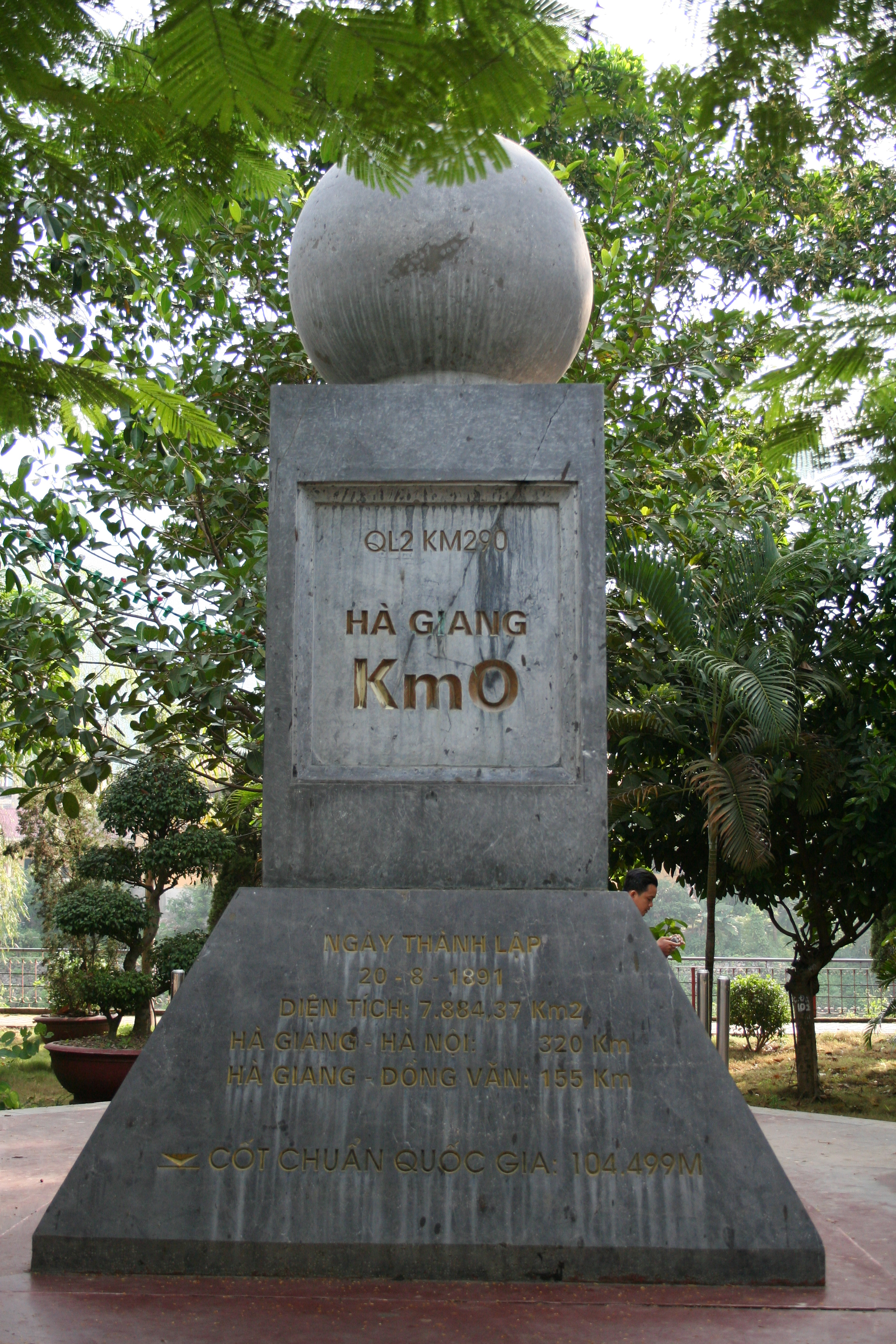
Cột mốc km0 tại thành phố Hà Giang
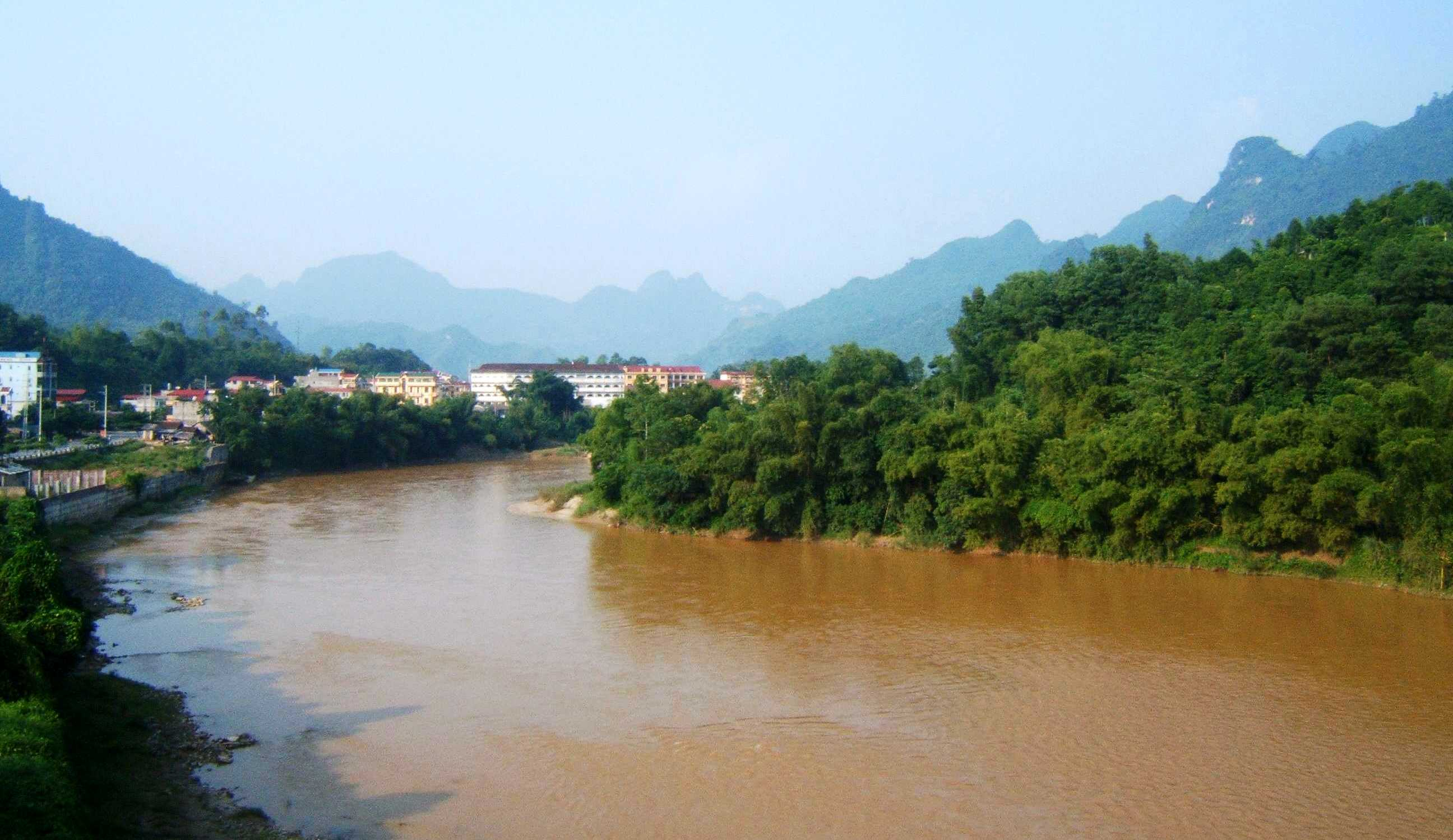
Sông Lô, đoạn phía nam thành phố Hà Giang